# Alaín Milián
Alaín Milián (ur. 15 stycznia 1983) – kubański zapaśnik w stylu klasycznym. Olimpijczyk z Pekinu 2008, gdzie zajął ósme miejsce w wadze do 66 kg
Brązowy medal na mistrzostwach świata w 2005 i na igrzyskach panamerykańskich w 2007. Dwa razy najlepszy na mistrzostwach panamerykańskich (2005, 2008). Drugi w Pucharze Świata w 2006 i trzeci w 2005 roku.